# Marjino (stacja metra)
Marjino (ros. Марьино) – stacja moskiewskiego metra linii Lublinsko-Dmitrowskiej (kod 159). Nazwa stacji pochodzi od nazwy rejonu Marjino w południowo-wschodnim okręgu administracyjnym Moskwy. Okręg ten posiada największą liczbę mieszkańców w Moskwie, dlatego też sama stacja jest jedną z bardziej zatłoczonych na linii. Przez 15 lat pełniła funkcję stacji końcowej. Wyjścia prowadzą na ulice Lublinskaja, Nowomarjinskaja i bulwary Nowoczerkasskij i Marjinskij.

## Konstrukcja i wystrój
Jednopoziomowa, jednonawowa stacja metra z jednym peronem. Motywem przewodnim wystroju jest odpoczynek Moskwian.  Ściany nad torami pokryto czarnym i ciemnoniebieskim marmurem i aluminiowymi panelami. Podłogi wyłożono ciemnoszarym marmurem. Komorę stacji oświetlają dwa rzędy lamp.